# Constantino III da Bretanha
Constantino III foi um rei da Dumnônia na Bretanha sub Romana, que foi lembrado na tradição britânica mais tarde como um rei lendário do século VI. A única informação contemporânea sobre ele vem de Gildas, que o castigou por vários pecados, incluindo o assassinato de dois jovens "reais" dentro de uma igreja. O Constantino III histórico também é conhecida a partir das genealogias dos reis dumnonianos e, possivelmente, inspirou a tradição de São Constantino,um rei que virou monge venerado no Sudoeste da Grã-Bretanha e em outros lugares.
No século XII, Godofredo de Monmouth incluiu Constantino III, em sua crônica pseudo-histórica Historia Regum Britanniae, acrescentando detalhes ficcionais aos relatos de Gildas e fazendo Constantino III, o sucessor do Rei Arthur como rei da Grã-Bretanha. Sob a influência de Geoffrey, Constantino III apareceu como herdeiro de Arthur em crônicas posteriores. Menos comumente, ele também apareceu nesse papel em romances arturianos medievais e em algumas versões modernas da lenda.

## História

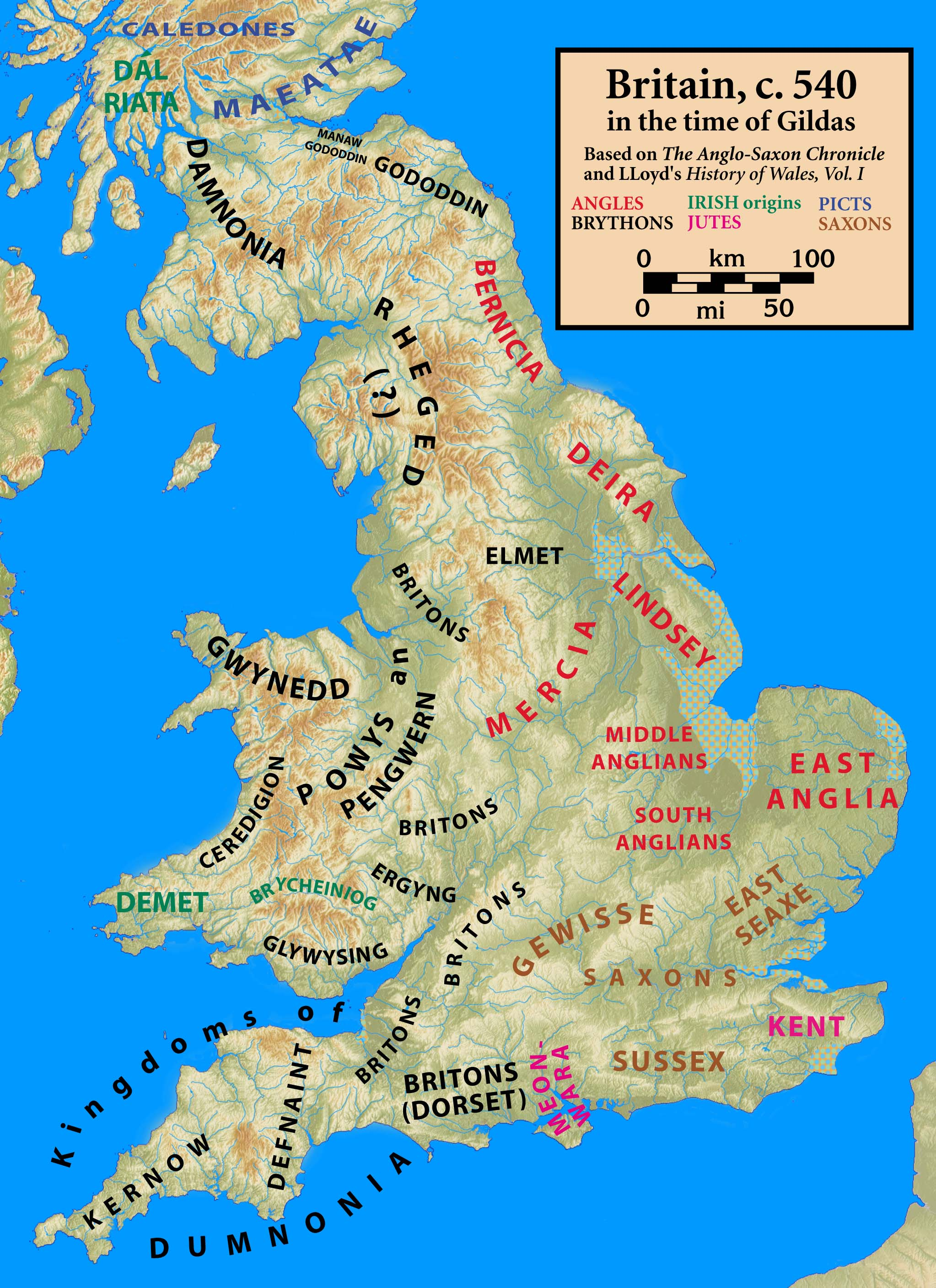
Sudoeste da Britânia,em cerca de 540 d.C.,época de Gildas;o reino de Constantino III está a Sudoeste.

Gildas menciona Constantino III nos capítulos 28 e 29 do seu trabalho do século VI Excidio et Conquestu Britanniae. Ele é um dos cinco reis Bretões que o autor repreende e compara a animais bíblicos. Ele chama Constantino III de, "filhote tirânico da leoa imunda", uma referência para os livros de Daniel e Apocalipse, e, aparentemente, também um insulto dirigido a sua mãe.
Gildas diz que, apesar de jurar contra engano e tirania, Constantino III se disfarçou em vestes de um abade e atacou dois "jovens reais" orando perante um altar da igreja, matando-os e os seus companheiros. O autor é claro que os pecados de Constantino III eram múltiplos, mesmo antes disso, como ele havia cometido "muitos adultérios" depois de lançar fora de sua legítima esposa. Gildas incentiva Constantino III, a quem ele conheceu ainda vivo na época, que se arrependesse de seus pecados para que ele não seja condenado.
Estudiosos em geral identificam o Constantino de Gildas com a figura Custennin Gorneu ou Custennin Corneu (Constantino da Cornualha) que aparece nas genealogias dos reis de Dumnonia. Custennin é mencionado como o pai de Erbin e o avô do herói Geraint no Bonedd y Saint.

## São Constantino

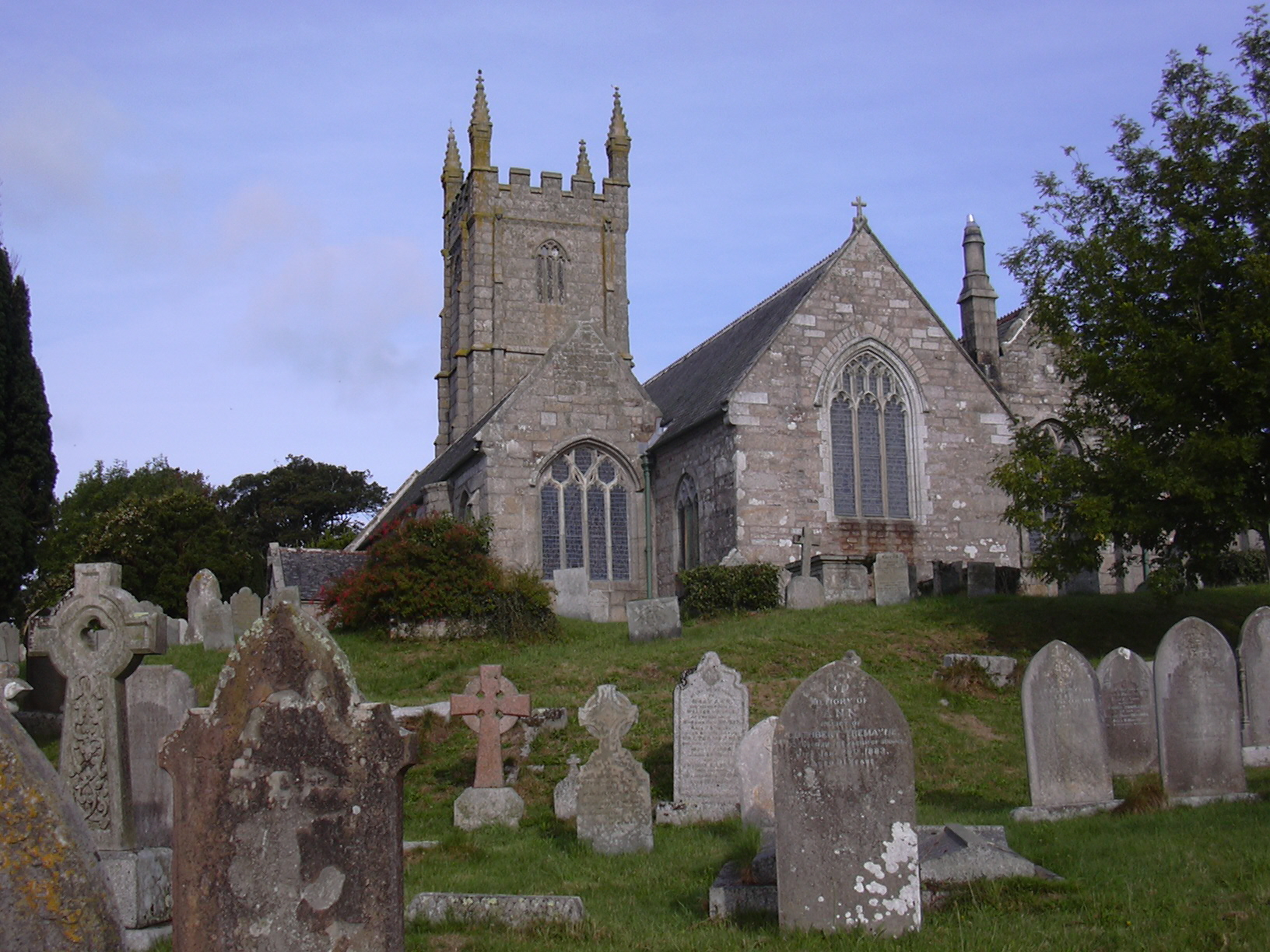
Igreja de São Constantino em Constantine,Cornualha.

O Constantino III histórico da Dumnônia pode ter influenciado tradições posteriores, conhecidas no sudoeste da Grã-Bretanha, bem como no País de Gales, Irlanda e Escócia, a cerca de São Constantino, que geralmente é dito ter sido um rei que desistiu de sua coroa para se tornar um monge. As tradições Córnicas e galeses em especial, podem ter sido influenciadas por Gildas, em particular por seu incentivo para Constantino arrepender-se.